# Новокиевск
Новоки́евск — посёлок в Нижнеудинском районе Иркутской области. Входит в состав Староалзамайского муниципального образования.

## География
Посёлок находится на расстоянии 100 км к северо-западу от города Нижнеудинск, административного центра района.

## Население
| 2002 | 2010 | 2011 | 2012 |
| ---- | ---- | ---- | ---- |
| 171  | ↘118 | →118 | ↘110 |

## Улицы
В посёлке имеются две улицы: Заречная и Школьная.